# Luzarida pulla
Luzarida pulla är en insektsart som beskrevs av Morgan Hebard 1928. Luzarida pulla ingår i släktet Luzarida och familjen syrsor. Inga underarter finns listade i Catalogue of Life.